# Землетрясение в Чьяпасе

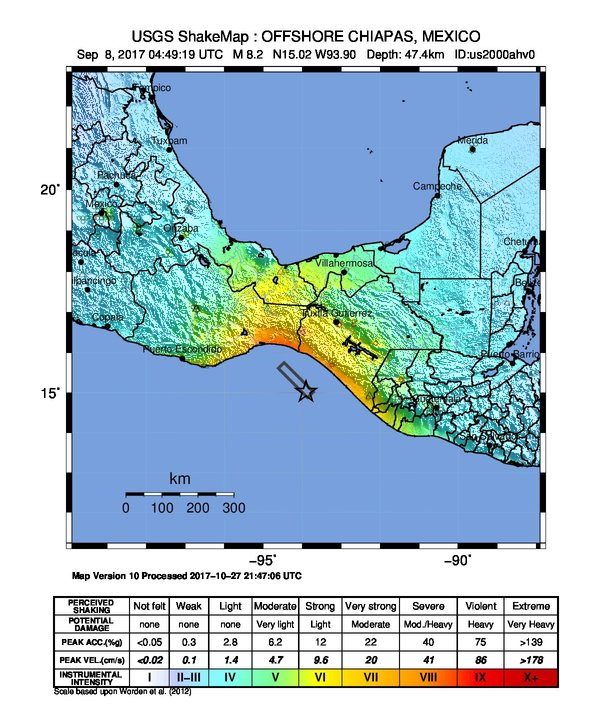

Землетрясение в Мексике (2017) — 7 сентября 2017 года в 23:49 CDT (8.09 04:49 UTC) Землетрясение поразило южное побережье Мексики.
Магнитуда 8,1. Очаг находился на глубине 35 километров и в 96 километрах к юго-западу от прибрежного города Пихихьяпан.
Пострадал город Мехико. Погибло 65 человек, пострадало около 200 человек.
Мексиканский президент назвал это землетрясение самым сильным, зафиксированным в стране за века. Это также второе сильнейшее в истории страны землетрясение (после землетрясения в Мексике 1787 года, магнитудой 8,6) и сильнейшее в мире в 2017 году.